# مايكل بروكس (كرة سلة)
مايكل بروكس (بالفرنسية: Michael Brooks)‏ مواليد 17 أغسطس 1958 في فيلادلفيا - الوفاة 22 أغسطس 2016، كان لاعب كرة سلة أمريكي. بدأ مسيرته الاحترافية في سنة 1980. تم اختياره من قبل فريق لوس أنجلوس كليبرز خلال الدرافت. بلغ طوله 6 قدم 7 بوصة (2.0 م). حقق المركز الأول في دورة الألعاب الأمريكية 1979. اعتزل اللعب في 1996.

## المسيرة الاحترافية
لعب مع لوس أنجلوس كليبرز من سنة 1980 إلى 1984، ثم لعب مع إنديانا بايسرز في سنة 1987، ثم لعب مع دنفر ناغتس في سنة 1988، ثم لعب مع ليموج سي إس بي في الدوري الفرنسي من سنة 1988 إلى 1992، ثم لعب مع باريس لوفالوا من سنة 1992 إلى 1995، ثم لعب مع ستراسبورغ أي جي في الدوري الفرنسي في موسم 1995–1996.

## الميداليات
| الميدالية | المسابقة                    |
| --------- | --------------------------- |
| ذهبية     | دورة الألعاب الأمريكية 1979 |

## روابط خارجية
- مايكل بروكس على موقع إن بي أي (الإنجليزية)
- مايكل بروكس على موقع سبورتس رفرنس (الإنجليزية)
- مايكل بروكس على موقع DraftExpress.com (الإنجليزية)
- مايكل بروكس على موقع كلية كرة السلة في سبورتس رفرنس.كوم (الإنجليزية)
- مايكل بروكس على موقع ريلجم (الإنجليزية)
- مايكل بروكس على موقع بروبوليرز (الإنجليزية)